# Steve Keen
Steve Keen (nacido el 28 de marzo de 1953) es profesor de economía y finanzas en la Universidad de Western Sydney. Keen se considera a sí mismo un poskeynesiano. Su trabajo académico se ha concentrado en formular una crítica a la interpretación neoclásica de la macroeconomía, por carecer de fundamento empírico. Keen está influenciado por economistas como Hyman Minsky, Irving Fisher, John Maynard Keynes, Piero Sraffa, Joseph Alois Schumpeter y Francois Quesnay. De 2014 a 2018, fue profesor y jefe de la 'Facultad de Economía, Historia y Política' de la Universidad de Kingston en Londres.

## Datos biográficos
De formación keynesiano-marxista, ha trabajado en la modelización matemática de la dinámica del capitalismo financiero sobre las previsiones de Hyman Minsky. Sus conclusiones son una crítica radical a la interpretación neoclásica de la macroeconomía a la que considera sin fundamento empírico.

### Predicción de la Gran Recesión
En diciembre de 2005 Keen predijo la inminencia de una crisis financiera que finalmente se desencadenó en 2007 y 2008 con la Gran Recesión o Segunda Gran Depresión. En el año 1995 ya advirtió de problemas importantes a pesar de la aparente estabilidad financiera.

### Crítica a la economía neoclásica
La incapacidad de los economistas neoclásicos para reconocer los problemas que ha ocasionado la crisis financiera iniciada en 2007 y que desembocó en la Gran Depresión confirmaría que los postulados de la economía neoclásica son falsos. Considera a los economistas neoclásicos unos fanáticos.
Según Keen, y en contra de uno de los principios fundamentales de las teorías económicas ortodoxas, no existe una curva de oferta y demanda agregada construible a partir de curvas de oferta individuales, asimismo resultaría poco creíble el supuesto de productividad marginal decreciente. Tampoco funcionaría la teoría convencional de la distribución en función de la aportación marginal de los factores.

#### Crítica teoría de la empresa de la económica neoclásica
El trabajo de Keen se ha centrado en la refutación de la teoría de la empresa de la economía neoclásica, que sostiene que las empresas fijarán un ingreso marginal igual al costo marginal. Keen señala que las investigaciones empíricas que ha realizado confirman que las firmas reales fijan precios muy por encima del costo marginal, es decir cobran un sobreprecio que permite un aumento de beneficios.

## Obras destacadas de Steve Keen

### La economía desenmascarada
Su libro más conocido es La economía desenmascarada, publicado en inglés por primera vez en 2001 con el título Debunking Economics: The Naked Emperor of the Social Sciences. En 2011 se publica la edición revisada y ampliada por Capitán Swing. El libro ha sido traducido al español, el francés y el chino.

### ¿Podemos evitar otra crisis financiera?
En su libro de 2017 Can We Avoid Another Financial Crisis?, Keen advierte de los altos niveles de deuda privada que hacen verosimil e inevitable otra crisis financiera. Según Keen la forma de evitarla es que los responsables políticos y económicos acometan reformas en las causas reales de la inestabilidad financiera. Señala el peligro que las economías con grandes deudas externas tienen para la estabilidad financiera. Los 10 países más endeudados son: Estados Unidos, Reino Unido, Alemania, Francia, Países Bajos, Italia, España, Irlanda, Japón y Luxemburgo, y a ellos se unirán 3 grandes países por su importancia económica, China, Canadá y Australia.

## Premios
- Distinción Revere Award de la Real-World Economics Review por pertenecer al reducido grupo de economistas que previeron la crisis y advirtieron de su inminencia y por haber sido el economista que con más contundencia advirtió de la crisis, y cuyo trabajo tiene mayores posibilidades de prevenir crisis semejantes en el futuro.[1]

## Publicaciones de Steve Keen
En inglés
- 2001 - Debunking Economics: The Naked Emperor of the Social Sciences, Zed Books
- 2004 - con Lee, Frederic S., The Incoherent Emperor: A Heterodox Critique of Neoclassical Microeconomic Theory, Review of Social Economy, V. 62, Iss. 2: 169–199
- 2011 - Debunking Economics: The Naked Emperor of the Social Sciences, edición revisada y ampliada.[9]
- 2015 - Developing an economics for the post-crisis world, World Economics Association and College Publications. ISBN 9781848901865
- 2017 - Can We Avoid Another Financial Crisis?, Whiley, ISBN 978-1-5095-1372-7

En español
- 2015 - La economía desenmascarada (trad. A.G. Ormaechea, prólogo Joaquín Estefanía), Capitan Swing, ISBN 978-84-943816-9-0[10]